# Estación de Cambrils
Cambrils fue una antigua estación ferroviaria situada en el centro del municipio español de Cambrils en la provincia de Tarragona, comunidad autónoma de Cataluña. La estación fue demolida en 2022. 
El tráfico ferroviario que se muestra corresponde a la nueva estación, situada al norte de ésta.

## Situación ferroviaria
La estación se encontraba en el punto kilométrico 257,1 de la línea férrea de ancho ibérico que une Valencia con Sant Vicenç de Calders a 13,13 metros de altitud.

## Historia
La estación fue inaugurada el 12 de marzo de 1865 con la apertura del tramo Amposta-Tarragona de la línea que pretendía unir Valencia con Tarragona. Las obras corrieron a cargo de la Sociedad de los Ferrocarriles de Almansa a Valencia y Tarragona o AVT que previamente y bajo otros nombres había logrado unir Valencia con Almansa. En 1889, la muerte de José Campo Pérez principal impulsor de AVT abocó la misma a una fusión con Norte.
En 1941, tras la nacionalización del ferrocarril en España la estación pasó a ser gestionada por la recién creada RENFE. 
El 31 de diciembre de 2004 Renfe Operadora pasó a explotar la línea mientras que Adif es la titular de las instalaciones ferroviarias.
La estación fue clausurada el 13 de enero de 2020 debido a la puesta en servicio de la nueva variante de Vandellós del Corredor Mediterráneo, dejando fuera de servicio el trazado de vía única, entre el ámbito de La Ametlla de Mar, Vandellós y Hospitalet del Infante por el lado sur y la actual estación de Port Aventura por el lado norte. La nueva estación de Cambrils fue emplazada al norte del municipio, formando parte del nuevo trazado de doble vía entre Vandellós y Tarragona, surgiendo la estación de Cambrils de la variante de Vandellós.
El edificio de viajeros fue derribado por el Ayuntamiento de Cambrils en 2022.

## La estación
Se encontraba en la avenida de la Virgen de Montserrat. El edificio para viajeros tenía una estructura de planta baja y base rectangular. Cuenta con tres vías, la principal (vía 1) y dos derivadas (vías 2 y 4) y dos andenes, uno lateral y otro central. 
Tras su clausura, el 13 de enero de 2020, se retiró la catenaria, aunque la vía sigue existiendo sin conexión al resto de la red.